# Colaxes wanlessi
Colaxes wanlessi är en spindelart som beskrevs av Benjamin 2004. Colaxes wanlessi ingår i släktet Colaxes och familjen hoppspindlar. Inga underarter finns listade i Catalogue of Life.